# (6655) Nagahama
(6655) Nagahama (1992 EL1) – planetoida z pasa głównego asteroid okrążająca Słońce w ciągu 5,18 lat w średniej odległości 2,99 j.a. Odkryta 8 marca 1992 roku.